# Germaine Dulac
Germaine Dulac (Amiens, 7 de noviembre de 1882 – París, 20 de julio de 1942), con nombre de soltera Charlotte Elisabeth Germaine Saisset-Schneider, fue una directora, teórica, periodista y crítica de cine francesa, feminista y pionera de la vanguardia europea de la década de 1920. Se la considera una de las principales exponentes del impresionismo cinematográfico francés.Fue la directora de la que fue considerada la película que dio inicio al cine impresionista francés según Georges  Sadoul. También es conocida por su película impresionista La sonriente Madame Beudet (La sonriente Señora Beudet, 1922/23), y su mediometraje La Coquille et le clergyman (La concha y el clérigo, 1928), considerado el primer filme surrealista de la historia.

## Biografía
Germaine Dulac nació en Amiens, Francia, en una familia de clase media alta, hija de un militar de carrera. Debido al trabajo de su padre, la familia se vio obligada a mudarse con frecuencia entre las pequeñas ciudades de guarnición. Germaine fue enviada a vivir con su abuela en París. Pronto se interesó por el arte y estudió música, pintura y teatro. Tras la muerte de sus padres, Dulac se instaló definitivamente en París y combinó su creciente interés por el socialismo y el feminismo con su carrera periodística.
En 1905 se casó con Louis-Albert Dulac, un ingeniero agrícola que también provenía de una familia de clase alta. Su matrimonio estuvo marcado por la separación intermitente. Por la correspondencia que mantenían entre ambos, se deduce que su marido facilitó que ella pudiera vivir su sexualidad con otras mujeres. Esto repercutió tanto en su carrera como en su vida sentimental, ya que una de esas mujeres con las que Dulac mantuvo una relación fue Irène Hillel-Erlanger, que se convirtió en una de sus primeras colaboradoras cinematográficas y con quien fundó la primera productora de Dulac, Les Films DH (llamada así por sus apellidos). Además, mantuvo un romance con la bailarina y actriz Stasia Napierkowska, que aparecería en varias de sus películas. El novelista Henry Miller, que era un gran admirador de sus películas, se refería a Dulac como "una gran lesbiana".
Dulac y su marido se divorciaron en 1920.Después de eso, comenzó una relación con Marie-Anne Colson-Mallevile, que trabajó como su ayudante de dirección en muchos de sus proyectos, y que duró hasta el final de su vida. La correspondencia que mantuvo con esta última se encuentra archivada bajo el nombre de Fonds Marie-Anne Colson-Malleville en la Bibliothèque du Film de París.
Murió en París el 20 de julio de 1942, a los 59 años de edad. 

## Trayectoria profesional
Dulac cultivó su interés por la fotografía, que precedió a su iniciación en el cine. Antes de su carrera cinematográfica, Dulac escribió artículos para la revista feminista radical La Fronde, de 1900 a 1913. En 1909, comenzó a escribir como periodista para la revista feminista La Française y luego como crítica teatral hasta 1913. Aquí entrevistó a una gran cantidad de mujeres establecidas en Francia con la intención de destacar el papel de las mujeres en la sociedad y la política francesas. Una de esas mujeres fue Anna de Noailles, poeta francesa, como su primer encargo. Sin embargo, cuando Dulac llegó a su puerta, entró en pánico y entrevistó al valet de chambre de Noaille. Poco después se dedicó a la crítica teatral, pero todavía colaboraba ocasionalmente en La Fronde. Su experiencia como crítica teatral despertó su interés por el cine e impulsó su carrera cinematográfica.
Dulac se interesó por el cine en 1914 a través de su amiga, la actriz Stacia Napierkowska. Ambas viajaron juntas a Italia poco antes de la Primera Guerra Mundial; Napierkowska iba a actuar en una película de Film d'Art y Dulac aprendió los conceptos básicos del medio durante ese viaje. Desde principios de 1900 hasta finales de 1920, Dulac contrastaba con frecuencia la modernidad de la capital francesa con la naturaleza provinciana de la Francia rural, una dicotomía común en sus películas. Poco después de su regreso a Francia decidió fundar una compañía cinematográfica. Dulac y la escritora Irène Hillel-Erlanger fundaron DH Films, con el apoyo financiero del marido de Dulac. La empresa produjo varias películas entre 1915 y 1920, todas dirigidas por Dulac y escritas por Hillel-Erlanger. Estos incluyeron Les Sœurs ennemies (1915/16; primera película de Dulac), Vénus victrix, ou Dans l'ouragan de la vie (1917), Géo, le mystérieux (1ou La vraie richesse, 1916) y otros.
El primer éxito de Dulac fue Âmes de fous (1918), una serie melodramática escrito por la propia Dulac. La película presenta una aparición temprana de la actriz Ève Francis, quien presentó a Dulac a su amigo cineasta y crítico (y más tarde esposo) Louis Delluc. Poco tiempo después, Dulac y Delluc colaboraron en La Fête espagnole (Fiesta española, 1920), otra película protagonizada por Francis, que fue proclamada una de las películas más influyentes de la década y supuestamente una de las principales obras del cine impresionista francés. Sin embargo, hoy sólo existen unos pocos extractos de la película. Dulac y Delluc colaboraron en varias fotografías.
En 1921, Dulac reflexionó sobre un encuentro con D. W. Griffith en un artículo que escribió titulado "Chez DW Griffith". En el artículo, Dulac presentó dos temas populares que surgen en muchas de sus películas, la autonomía del cine como forma de arte independiente y libre de las influencias de la pintura y la literatura y la importancia del cineasta como fuerza artística y creativa individual.
Continuó su carrera cinematográfica produciendo tanto películas comerciales sencillas como complejas narrativas presurrealistas, como fueron dos de sus obras más famosas: La sonriente Madame Beudet (1922/23) y La Coquille et le clergyman (La concha marina y el clérigo, 1928). Ambas películas se estrenaron antes de la época Un perro andaluz (1929) de Luis Buñuel y Salvador Dalí, y La Coquille et le Clergyman a veces se acredita como la primera película surrealista; sin embargo, algunos estudiosos, como Ephraim Katz, consideran a Dulac ante todo un cineasta impresionista. El objetivo de Dulac de "cine puro" y algunas de sus obras inspiraron el movimiento cinematográfico francés. Otras de sus películas experimentales más importantes incluyen varios cortometrajes basados en la música: Disque(s) 957 (1928/29; basado en Chopin) y Thème et variaciones (1928/29; música clásica), así como otros del mismo período. En su obra fílmica se muestran temas como la desesperación del matrimonio heterosexual o se resalta positivamente a las parejas del mismo sexo.
Con la llegada del cine sonoro, la carrera de Dulac cambió. A partir de 1930 volvió a la actividad comercial, dedicando su última década al cine documental con la creación de noticieros para Pathé y más tarde para Gaumont. Su última película como directora fue en 1934.  

## Filmografía
La cronología exacta de la obra de Dulac aún no ha sido establecida.
| Año  | Película                                   | También conocida como          | Créditos                   |
| ---- | ------------------------------------------ | ------------------------------ | -------------------------- |
| 1915 | Les soeurs ennemies                        | —                              | Directora                  |
| 1917 | Venus Victrix                              | Dans l'ouragan de la vie       | Directora                  |
| 1917 | Géo, le mystérieux                         | Mysterious George, True Wealth | Directora                  |
| 1918 | La jeune fille la plus méritante de France | —                              | Directora                  |
| 1919 | Le bonheur des autres                      | —                              | Directora                  |
| 1919 | La cigarette                               | The Cigarette                  | Directora                  |
| 1920 | Malencontre                                | —                              | Directora                  |
| 1920 | La fête espagnole                          | Spanish Fiesta                 | Directora                  |
| 1920 | La belle dame sans merci                   | —                              | Directora                  |
| 1920 | Âmes de fous                               | —                              | Directora                  |
| 1922 | Werther                                    | —                              | Directora                  |
| 1923 | La mort du soleil                          | The Death of the Sun           | Directora                  |
| 1923 | La souriante Madame Beudet                 | The Smiling Madame Beudet      | Director, Writer           |
| 1923 | Gossette                                   | —                              | Directora                  |
| 1924 | Le diable dans la ville                    | The Devil in the City          | Directora                  |
| 1924 | Âme d'artiste                              | Heart of an Actress            | Directora, Escritora       |
| 1926 | La folie des vaillants                     | The Madness of the Valiants    | Directora                  |
| 1927 | Le cinéma au service de l'histoire         | —                              | Directora                  |
| 1927 | Antoinette Sabrier                         | —                              | Directora, Escritora       |
| 1927 | L'invitation au voyage                     | Invitation to a Journey        | Directora, Escritora       |
| 1928 | Thèmes et variations                       | —                              | Directora                  |
| 1928 | La germination d'un haricot                | —                              | Directora                  |
| 1928 | Disque 957                                 | —                              | Directora                  |
| 1928 | Danses espagnoles                          | —                              | Directora                  |
| 1928 | Celles qui s'en font                       | —                              | Directora                  |
| 1928 | Mon Paris                                  | —                              | Supervisora                |
| 1928 | La coquille et le clergyman                | The Seashell and the Clergyman | Director, Writer, Producer |
| 1928 | Princesse Mandane                          | —                              | Directora                  |
| 1929 | Étude cinégraphique sur une arabesque      | Arabesque                      | Directora                  |
| 1932 | Le picador                                 | —                              | Supervisora                |
| 1934 | Je n'ai plus rien                          | —                              | Directora                  |

## Reconocimientos
En 1929 recibió la Legión de Honor en reconocimiento a sus contribuciones a la industria cinematográfica en Francia.
En 2019, se celebró una retrospectiva de la obra de Dulac en la Film Society of Lincoln Center en Nueva York y en el UCLA Film and Television Archive de Los Ángeles. En 2020 el libro de Dulac y Colson-Malleville, Qu'est-ce que le cinéma?, publicado en versión bilingüe por Clément Lafitte y Tami Williams, recibió el Premio del Libro de Cine del Centro Nacional del Cine y la Imagen Animada, presidido por la actriz y escritora francesa Isabelle Carré.